# 浅間山公園
浅間山公園（せんげんやまこうえん）は、東京都府中市若松町の浅間山にある東京都立公園である。都立公園の分類では風致公園。管理は西武造園など4団体で構成される武蔵野の公園パートナーズの武蔵野公園サービスセンターが行っている。

## 概要
浅間山公園は浅間山に設置された。東峰は東隣りの東京都立多磨霊園内にあり、間を道路（浅間山通り）で隔てられていて陸橋「きすげばし」で繋がっている。 公園の西側は新小金井街道に面している。公園内は自然の雑木林で覆われ、数々の野草の中には絶滅危惧I類のムサシノキスゲが自生している。

## 所在地
東京都府中市浅間町四丁目、若松町五丁目

## アクセス
JR中央線武蔵小金井駅あるいは京王線東府中駅より京王バス「府75」系統にて「浅間山公園」下車すぐ。
駐車場は身障者用のみがある。また、駐輪場がある。